# جایزه بزرگ غرب ایالات متحده ۱۹۷۹
جایزه بزرگ غرب ایالات متحده ۱۹۷۹ (انگلیسی: ‎1979 United States Grand Prix West‎)، که به‌طور رسمی با نام جایزه بزرگ لانگ بیچ لوبری لان شناخته می‌شود، یک مسابقهٔ موتوری در رشتهٔ اتومبیل‌رانی فرمول یک بود که در تاریخ ۸ آوریل ۱۹۷۹ در پیست لانگ بیچ واقع در لانگ بیچ، کالیفرنیا، ایالات متحده آمریکا برگزار شد. این گراند پری در میان ۱۵ گراند پری در فصل ۱۹۷۹، مسابقهٔ شمارهٔ ۴ بود.
در این مسابقه که در ۸۰ دور و به مسافت ۲۶۰٫۰۸ کیلومتر (۱۶۱٫۶۰۶ مایل) برگزار شد، پول پوزیشن توسط ژیل ویلنوو کسب شد و سریع‌ترین زمان برای طی یک دور پیست که برابر با ۱:۲۱٫۲۰ بود نیز توسط ژیل ویلنوو به ثبت رسید.
ژیل ویلنوو از تیم فراری، جودی شکتر از تیم فراری و آلن جونز از تیم ویلیامز-فورد به‌ترتیب مقام‌های اول تا سوم مسابقه را کسب کردند.

## رده‌بندی قهرمانی پس از مسابقه
| جایگاه | راننده        | امتیاز |
| ------ | ------------- | ------ |
| ۱      | ژیل ویلنوو    | ۲۰     |
| ۲      | ژاک لافیت     | ۱۸     |
| ۳      | جودی شکتر     | ۱۳     |
| ۴      | کارلوس روتمان | ۱۲     |
| ۵      | پاتریک دیپلر  | ۱۱     |
| منبع:  |               |        |

| جایگاه | سازنده      | امتیاز |
| ------ | ----------- | ------ |
| ۱      | فراری       | ۳۳     |
| ۲      | لیجیه-فورد  | ۲۹     |
| ۳      | لوتوس-فورد  | ۲۰     |
| ۴      | تایرل-فورد  | ۸      |
| ۵      | مک‌لارن-فورد | ۴      |
| منبع:  |             |        |

یادداشت
- تنها پنج جایگاه نخست از هر رده‌بندی نمایش داده شده است.